# Grinda
Grinda est une île de l'archipel de Stockholm situé au nord de Värmdövägen et juste au sud Ljusterögatan. L'île est desservie à l'année par les sociétés Waxholmsbolaget et Cinderellabåtarna sur les quais nord et sud de l’île. L'île est l'une des destinations touristiques les plus populaires de l'archipel par sa proximité de Stockholm et Vaxholm et l'importance des liaisons maritimes. Grinda est gérée par la Fondation de l'archipel.

## Géographie
Grinda est une île vallonnée avec des zones rocheuses avec des forêts entrecoupées de falaises abruptes présentes surtout sur le côté nord et tombant en pente raide dans l'eau. La partie sud et le centre de l'île ont un paysage agricole. L'île est dominée par deux reliefs, qui sont séparés par une grande baie, Kallviken. Le point culminant de l'île, le Klubbudden, se trouve à 35 mètres d'altitude.
L'île et son entourage constituent la réserve naturelle de Grinda.
Les faucons hobereaus s'y reproduisent. Des coronelles lisses s'y trouvent. Un sentier nature balisé de 2,5 kilomètres fait le tour de l'île.

## Histoire
Grinda est probablement habitée depuis le Moyen Âge. Au moins une propriété est répertorié dans les dossiers fiscaux des années 1500. Un restaurant se trouvait sur sa rive sud en 1777. Au début des années 1800, l'île fut achetée par trois paysans qui la cultivaient. En 1905 l'île a été acquise par le premier directeur de la Fondation Nobel, Henrik Santesson, qui a construisit une grande villa de style art nouveau à Hemviken (à l'extrémité sud de l'île). La villa est toujours présente et abrite une auberge. L'île a été achetée par la ville de Stockholm en 1944. Celle-ci a ordonné la construction d'un village de vacances et de camping. La commune a conservé l'île jusqu'en 1998, à la suite de quoi la Fondation de l'archipel prit le relais.
Les champs de Grinda ont été utilisés jusqu'en 1950, mais certains sont toujours utilisés pour le pâturage et le fourage. Jusqu'à 1 994 des chevaux étaient expédiés de Vällingby et Enskede par les écoles d'équitation pour le pâturage d'été et l'exercice.

## Sources
- (sv) Cet article est partiellement ou en totalité issu de l’article de Wikipédia en suédois intitulé « Grinda » (voir la liste des auteurs).

## Compléments